# Pyrausta pavidalis
Pyrausta pavidalis — вид лускокрилих комах родини вогнівок-трав'янок (Crambidae).

## Поширення
Вид поширений в Туреччині та Україні (в Криму).

## Підвиди
- Pyrausta pavidalis pavidalis
- Pyrausta pavidalis krimensis (Martin & Budashkin, 1992) (Україна: Крим)